# Giampaolo Pazzini
Giampaolo Pazzini (Pescia, Provincia de Pistoia; 2 de agosto de 1984) es un exfutbolista italiano. Anteriormente jugó para Atalanta, Fiorentina, Sampdoria, Inter de Milán, Milan y Hellas Verona.

## Trayectoria

### Inicios como futbolista y jugador del Atalanta
Pazzini empezó su carrera como futbolista en el Atalanta (mientras este último militaba en la Serie B), donde debutó en la temporada 2003/04 de la mano de Andrea Mandorlini, y rápidamente se perfila como una de las jóvenes promesas italianas. Estuvo 2 temporadas en el club de Bérgamo (2003/04 y 2004/05, en esta última es traspasado a mitad de temporada), donde jugó 51 partidos en la liga italiana y anotó 12 goles (3 de ellos en la Serie A). Cambió su posición de lateral izquierdo a delantero.

### Fiorentina

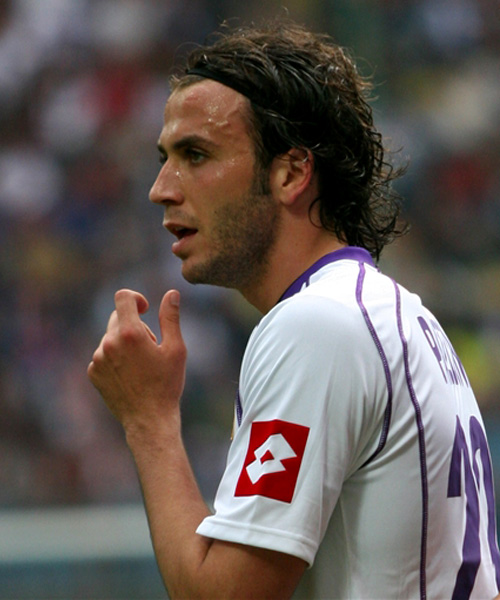
Pazzini con Fiorentina

Pazzini se une a la Fiorentina por una suma aproximada a los 6 millones de euros, en enero del 2005. En su primera temporada marcó 10 goles en 4 partidos, pero aun así no entró en los planes de Cesare Prandelli, ya que el técnico tenía a Luca Toni como primera opción. La situación empeora cuando el exjugador del Milan, Alberto Gilardino, llega al equipo de Florencia, y de ello se crea una dupla entre Gilardino y el delantero rumano, Adrian Mutu.
Pese a ello, en la temporada 2005/06, marca 5 goles en 27 partidos. 

#### Temporada 2006/07
Luego en la temporada 2006/07 marca 7 goles en 24 partidos, entre ellos destaca su doblete contra su exequipo, el Atalanta, cuyo resultado final sería de 3 a 1.  También marcaría a la Messina para imponer el empate a 2, al Cagliari en el único gol del encuentro. Marcaría otro gol a su exequipo (esta vez de penal), en el empate a 2 entre ambos el 1 de abril del 2007. Y tendría un gol frente al Udinese, que terminaría con un 2 a 0 a favor de la Fiorentina.

#### Temporada 2007/08
En la temporada 2007/08, Pazzini contaría con 31 apariciones y finalizaría la temporada con 9 goles. Sus anotaciones serían frente a la Reggina, un solitario gol a la Lazio, que terminaría siendo decisivo en el encuentro, al ser el único gol del partido. Además marcaría frente al Genoa, al Empoli, al Udinese (pese a su gol, su equipo caería frente al Udinese como local), al Siena. Y repetiría goles contra el Empoli y contra la Lazio.
Curiosamente, terminó la temporada con la misma cantidad de goles que en su primera temporada con el Atalanta. Pazzini finaliza la temporada con 4 taretas amarillas y 29 fueras de juego.

##### Debut en competición UEFA
Cabe destacar que Pazzini hizo su debut en una competición UEFA el 20 de septiembre de 2007 frente al Groningen, el encuentro acabaría con empate por la mínima entre el conjunto holandés y la Fiorentina.

#### Temporada 2008/09
Y en su última temporada con la Fiorentina, Pazzini solo tendría 12 apariciones con un solitario gol a la Reggina en el minuto 40. El encuentro finalizaría con un contundente 3 a 0 de la Fiorentina sobre el club de Reggio, con doblete de Alberto Gilardino. 

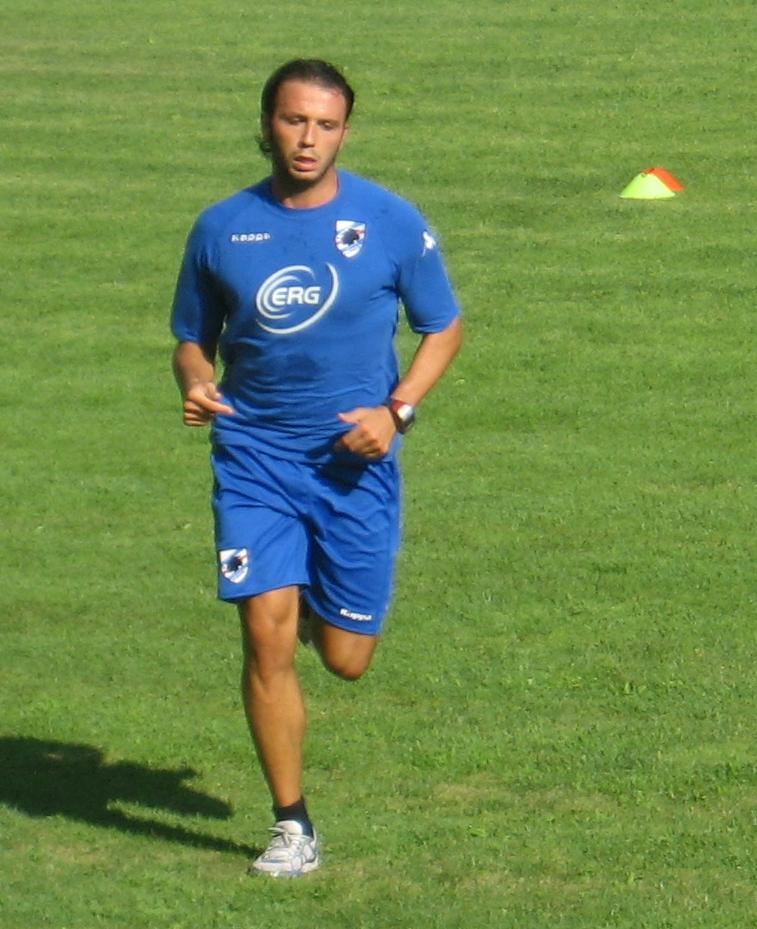
Pazzini entrenando con la Sampdoria

### Sampdoria
Debido a las pocas oportunidades de las que gozaba en el equipo viola, Pazzini llega a un acuerdo por su traspaso a la Sampdoria en enero de 2009 La Sampdoria tuvo que mandar en calidad de préstamo a Emiliano Bonazzoli a la Fiorentina, además de una suma entre los 9 millones de euros. Antes de que se efectuara el traspaso de Pazzini a la Sampdoria, se especuló su traspaso al Palermo, al Bologna e incluso al Everton de la Premier League inglesa.

#### Temporada 2008/09
Debutó el 18 de enero de 2009, en el partido válido por la Serie A 2008/09, que enfrentaba a la Sampdoria contra el Palermo. El encuentro finalizaría 0 a 2, favorable al Palermo.
Su primer gol se lo convierte al Chievo Verona en el minuto 70, aunque 2 minutos más tarde, el Chievo empataría mediante Luca Rigoni. Su segundo gol sería frente al AC Siena, a los 51 minutos. Y a los 69' del mismo partido, sería sustituido por Marco Padalino. También marcaría a la Juventus, al Atalanta, al Milan, a la Roma, al Torino, al Lecce, a la Reggina y al Palermo. Todo esto en 19 partidos. Además, Pazzini termina su primera temporada en la 'Samp' con 4 tarjetas amarillas y 21 fueras de juego.

#### Temporada 2009/10
En la temporada 2009/10 de la Serie A, Pazzini anota su primer gol de temporada frente al Catania, producto de una asistencia de en ese entonces compañero, Antonio Cassano. Uno de sus goles más importantes fueron ante el Napoli (donde anotó el único gol del partido), su doblete ante la Roma (al final del partido, el marcador mostraba un 1 a 2, a favor de la Sampdoria), su solitario gol en el partido de la Sampdoria contra el Inter de Milán (con un marcador final de 1 a 0) y el gol que daría la victoria a su equipo frente al AC Milan, este último gol fue en el minuto 90+2, gracias a la asistencia de Daniele Mannini. En la Copa de Italia, solo marcaría un doblete ante el Lecce.

#### Temporada 2010/11
Pazzini jugaría solo media temporada con la Sampdoria, ya que posteriormente sería traspasado al Inter de Milán. Antes de que fuera traspasado, jugó 19 partidos. Anotó el gol de la victoria cuando el marcador iba a 0 frente al Cesena, en el minuto 90+2. También convirtió un triplete frente al Lecce, que ayudaría mucho a su equipo. El electrónico finalizaría con un 2-3 a favor de la Sampdoria. También marcaría frente al AC Milan el gol del empate. El 5 de diciembre de 2010 anotaría su penúltimo gol como jugador de la 'Samp', frente al Bari. En ese mismo partido, su compañero Stefano Guberti haría un doblete. Su último gol con la camiseta Blucerchiati sería decisivo frente a un gran rival, el Udinese Calcio, en un encuentro por la Copa Italia 2010-11. El partido empezaría con un gol de Federico Macheda a los 32 minutos del primer tiempo, pero a los 90 minutos, Mauricio Isla, empataría el encuentro, por lo que debían ir a prórroga, ya en esta, a los 91', Germán Denis, anotaría 1-2, a favor del Udinese, pero a los 108 minutos se señala penal, y Pazzini anota, estableciendo el empate otra vez. La Sampdoria pasaría a la siguiente ronda por penales, ganando 7-6.

### Inter de Milán

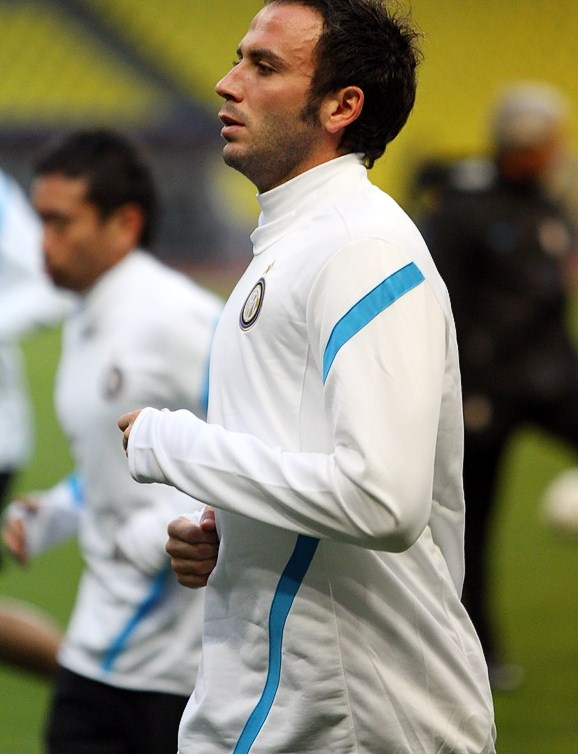
Pazzini entrenando con el Internazionale en 2012

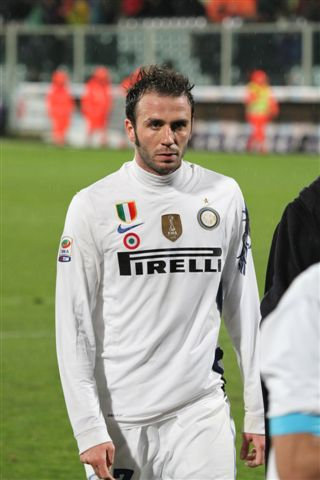
Pazzini con el Internazionale en 2011

#### Temporada 2011/12
Pazzini se une a los vigentes campeones de Italia en ese momento, el Internazionale Milano, el 28 de enero del 2011. Su contrato es de 4 años y medio con el club lombardo. Su primer gol como jugador nerazzurri, se lo convirtió precisamente al equipo en el que no tuvo muchas oportunidades, la Fiorentina. Su gol fue a los 62 minutos, producto de una asistencia de Samuel Eto'o. En su próximo partido, contra el Palermo, anotaría un doblete. Sus goles serían a los 57 y 73 minutos. El partido finalizaría con un 3-2 a favor del Inter, el otro gol sería convertido por Samuel Eto'o.

### Milan

#### Temporada 2012/13
En esta temporada llega al A. C. Milan en un trueque conjunto con Antonio Cassano, además de 7 millones de euros para el Internazionale, yendo este último a su antiguo club, el Inter de Milán. Pazzini se une a la entidad rossonera el 22 de agosto del 2012. El 1 de septiembre del mismo año, hace su debut como titular, anotando un hat-trick contra el Bologna. El partido terminaría con un 3 a 1, a favor del Milan. Curiosamente, ese mismo partido, debutaron los otros tres fichajes del Milan, Bojan Krkić, M'Baye Niang y Nigel de Jong.
Luego de ese fenomenal debut, Pazzini seguiría sumando goles, convirtiéndose en el segundo máximo anotador para el Milan en la Serie A, con 15 goles -hasta el momento- y con 16 en la temporada (entre todas las competencias).

## Selección nacional
Ha sido internacional con la selección de fútbol de Italia en 25 ocasiones y ha marcado 4 goles. Debutó el 28 de marzo de 2009, en un encuentro válido por las eliminatorias para la Copa Mundial de Fútbol de 2010 ante la selección de Montenegro que finalizó con marcador de 2-0 a favor de los italianos.

### Participaciones en Copas del Mundo
| Mundial                        | Sede      | Resultado    |
| ------------------------------ | --------- | ------------ |
| Copa Mundial de Fútbol de 2010 | Sudáfrica | Primera fase |

## Clubes
| Club                  | País   | Año       | Partidos | Goles |
| --------------------- | ------ | --------- | -------- | ----- |
| Atalanta B. C.        | Italia | 2003-2005 | 55       | 15    |
| A. C. F. Fiorentina   | Italia | 2005-2009 | 135      | 34    |
| U. C. Sampdoria       | Italia | 2009-2011 | 87       | 48    |
| F. C. Internazionale  | Italia | 2011-2012 | 60       | 19    |
| A. C. Milan           | Italia | 2012-2015 | 86       | 24    |
| Hellas Verona F. C.   | Italia | 2015-2020 | 135      | 50    |
| Levante U. D.(cedido) | España | 2018      | 9        | 1     |

## Palmarés

### Campeonatos nacionales
| Título      | Club           | País   | Año  |
| ----------- | -------------- | ------ | ---- |
| Copa Italia | Internazionale | Italia | 2011 |

### Copas internacionales
| Título          | Club                | País   | Año  |
| --------------- | ------------------- | ------ | ---- |
| Eurocopa Sub-19 | Selección de Italia | Italia | 2003 |

### Distinciones individuales
| Distinción                                                  | Año  |
| ----------------------------------------------------------- | ---- |
| Oscar del Calcio al Futbolista Joven del Año en la Serie A. | 2005 |